# Calycophysum villosum
Calycophysum villosum là một loài thực vật có hoa trong họ Cucurbitaceae. Loài này được (Cogn.) Pittier mô tả khoa học đầu tiên năm 1922.